# Anunciació Cavalcanti

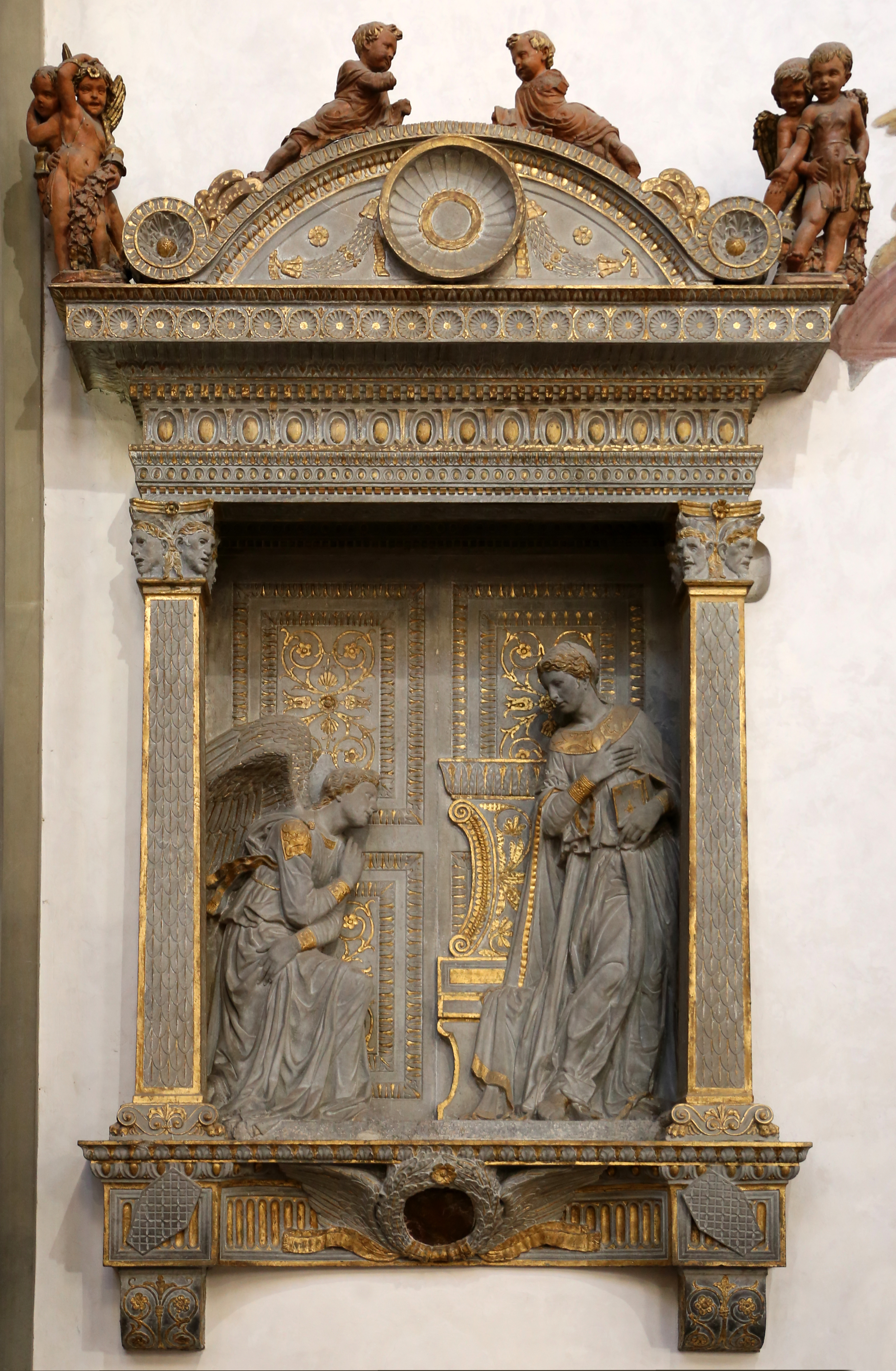
L’Anunciació Cavalcanti

L'Anunciació Cavalcanti de Donatello és una escultura en pedra grisa, en algunes parts policromada i daurada; té una mida de 218 x 168cm. Es troba a la nau dreta de la basílica de la Santa Creu (Florència). Datada prop de 1435, és una de les rares obres del gran escultor que es troba encara en el seu lloc original.

## Història
El treball pren el seu nom perquè va ser realitzada per encàrrec de Niccolò Cavalcanti, per a la seva capella funerària, que en l'actualitat no existeix. La datació exacta de l'obra ha estat objecte de moltes controvèrsies; segons Vasari, s'associa amb el crucifix de la Santa Creu, un dels primers treballs de Donatello, mentre que ara com ara es considera principalment una obra tallada entre el retorn de Roma el 1433 i sortida de l'artista cap a Pàdua, el 1443. El primer de datar-lo als anys trenta va ser Schmarsow el 1886, admetent-lo també Semper el 1887, que va modificar la seva anterior assignació.
Llorenç de Mèdici el Vell, germà de Cosme el Vell, es va casar amb Ginebra Cavalcanti, per la qual cosa no es pot excloure la participació dels Mèdici en la concessió de l'encàrrec al gran escultor Donatello. El treball marca una desviació del solemne i dinàmic estil habitual de Donatello, que va crear una escena de gran tendresa i mesurada bellesa. La datació dels anys trenta va ser obtinguda principalment per l'estudi de la decoració arquitectònica, que segons manifesta Janson, sembla un anunci de col·laboració amb Michelozzo.
El 1884, en va ser restaurat el daurat i les operacions de polit amb intervencions lleugeres, a causa del seu excel·lent estat de conservació. En aquella ocasió Luigi del Moro, arquitecte del Museu dell'Opera de la Santa Croce (Florència), va retirar els dos querubins situats sobre el cimaci per estar molt fets malbé. El 1900, s'hi van restablir després de la seva restauració.
Al segle xvi, també es va informar de la presència d'una predel·la amb històries de la vida de sant Nicolau, identificable amb la que es troba al museu de la casa Buonarroti. Alguns especulen que la predel·la, tanmateix, sembla realitzada uns vint anys més tard (Janson).

## Composició
L’Anunciació està inserida en un tabernacle renaixentista, que consta d'una base, amb el suport de dues mènsules amb els escuts de Cavalcanti i al centre una corona alada amb un disc de granit negre al centre, llis, però que sembla que va ser posat per afegir una inscripció; sobre aquesta base, recolzen dues pilastres rectangulars decorades amb gran originalitat; els capitells estan adornats amb màscares a les cantonades, com també es poden trobar al tabernacle del sant Jordi d'Orsanmichele, realitzat per Donatello el 1425. Finalment, l'entaulament consta de diversos marcs i motllures, amb diverses decoracions en daurat, fulles, rosetes, etc., coronat per un cimaci semicircular, amb dues rosetes a cada costat i una roseta central de ranures i amb relleus de garlandes; per damunt, hi ha sis querubins de terracota amb restes de policromia; dos situats a la part superior i dues parelles dretes, als laterals, realitzats amb una extraordinària vitalitat i realisme, es mantenen abraçats com si tinguessin por d'una caiguda a la vista de la considerable altura on són. El tabernacle serveix com a teló de fons per a la representació principal.
L'escena de l'Anunciació és al centre, en un fons ricament decorat per marcs daurats que recorden el gust hel·lenístic. És pla i evita la complexitat típica de moltes arquitectures il·lusionistes en les representacions pictòriques de l'Anunciació. La rica ornamentació, tanmateix, no afecta de cap manera la tranquil·la concentració de la trobada sagrada.
Els dos protagonistes, l'àngel i la Verge, són en alt relleu i representats en el moment immediatament després de l'aparició angèlica.
La Verge, col·locada al fons en el moment d'aixecar-se d'un seient en forma de lira, està captada per sorpresa, amb una mà al pit; té una reacció controlada, que en un començament pot semblar escapar, per la posició de les cames i els plecs de la vestidura que cauen cap a l'esquerra, però el rostre es gira cap a l'àngel. A la cara, es llegeix una serena expressió de sorpresa, d'humilitat, de gratitud, d'intel·ligència i de virtut. La seva figura està modelada en correspondència amb els ideals de l'antiga anatomia, però supera l'antic art amb expressió de les emocions més profundes: Wirtz parla d'«interioritat animada i espiritualitat treta», que els antics no coneixien.
L'àngel, agenollat, la mira amb dolçor i tímidament, amb un estret diàleg visual que fa l'escena extremament lleugera i viva. Manca d'un element essencial de la iconografia tradicional: el colom de l'Esperit Sant, mentre que el llibre és un atribut típic de Maria, que recorda, com en aquest cas, que s'està realitzant un acte de les Sagrades Escriptures dels profetes. No presenta cap al·lusió al jardí tancat (Hortus Conclusus), símbol de la virginitat de Maria, i l'àngel no porta el tradicional lliri (símbol de puresa), tan comú en les obres del trecento i quattrocento.